# Felsőszölnök
Felsőszölnök (em croata: Gornji Senik; alemão: Oberzem(m)ing; latim: Zelnuk Superior) é um município da Hungria, situado no condado de Vas. Tem 23,56 km² de área e sua população em 2015 foi estimada em 584 habitantes.